# Kareke
Kareke is een bestuurslaag in het regentschap Dompu van de provincie West-Nusa Tenggara, Indonesië. Kareke telt 2433 inwoners (volkstelling 2010).